# Switch (DJ)
Switch – brytyjski didżej, tekściarz, inżynier dźwięku i producent muzyczny, znany przede wszystkim z pracy z wokalistką M.I.A.

## Kariera
Switch, jedna z najważniejszych postaci gatunku fidget house, prowadzi własną wytwórnię muzyczną Dubsided, a także inną wytwórnię – Counterfeet, którą założył w 2006 roku wraz z producentem Sindenem. Switch wydał wiele własnych singli, jednak znany jest również z działalności producenckiej oraz tworzenia remiksów innych utworów.
W 2009 roku Switch rozpoczął współpracę z producentem Diplo (którego poznał za pośrednictwem M.I.A.), której efektem była premiera wspólnego albumu Guns Don't Kill People... Lazers Do, wydanego pod pseudonimem Major Lazer.
Switch znany jest w środowisku muzycznym przede wszystkim z współpracy z wokalistką M.I.A. Uczestniczył on w produkcji jej dwóch albumów: Arular i Kala. Kompletując ten drugi, Switch odwiedził z M.I.A. studia nagraniowe w Indiach oraz w Trynidadzie i Tobago, przyznając w jednym z wywiadów: "Kiedy odwiedzasz miejsca takie jak Indie czy Jamajka, wprowadza to twoje myśli na zupełnie nowe tory, do których nie przywykliśmy w życiu codziennym. Ich muzyka jest ich głosem; wykorzystują ją do polityki czy religii. Ludzie, których życie jest walką, wykorzystują muzykę, by wyrazić swoje frustracje albo zwyczajnie świętować."
Jest współautorem czterech utworów z albumu Christiny Aguilery Bionic (2010).

## Dyskografia

### Działalność indywidualna

#### Single
- 2003: "Get Ya Dub On"
- 2004: "Get on Downz"
- 2005: "Just Bounce 2 This"
- 2006: "A Bit Patchy"

#### Albumy remiksowe
- 2006: House Bash-Up Mix
- 2008: Fabric Live.43 − Get Familiar

#### Albumy
- 2009: Guns Don't Kill People... Lazers Do (jako Major Lazer)

### Remiksy i działalność producencka dla innych artystów
- 2003: Audio Bullys − "Way Too Long"
- 2003: The Chemical Brothers − "Get Yourself High"
- 2003: Futureshock − "Late at Night"
- 2004: Basement Jaxx − "Right Here's the Spot"
- 2004: The Chemical Brothers − "Galvanize"
- 2004: Faithless − "Miss U Less, See U More"
- 2004: Half Pint − "Red Light Green Light"
- 2004: Jentina − "French Kisses"
- 2004: Shaznay Lewis − "You"
- 2004: Mondo Grosso − "Fire & Ice"
- 2005: Basement Jaxx − "Fly Life Xtra"
- 2005: BodyRockers − "Round & Round"
- 2005: Dubble D − "Switch"
- 2005: Evil Nine − "Pearl Shot"
- 2005: Infusion − "The Careless Kind"
- 2005: Les Rythmes Digitales −"Jacques Your Body (Make Me Sweat)"
- 2005: X-Press 2 − "Give It"
- 2006: Lily Allen − "LDN"
- 2006: Coldcut − "True Skool"
- 2006: Def Inc − "Waking the Dread"
- 2006: Fatboy Slim − "Champion Sound"
- 2006: The Futureheads − "Worry About It Later"
- 2006: Jaydee − "Plastic Dreams"
- 2006: Kelis − "Bossy"
- 2006: MYNC Project feat. Abigail Bailey − "Something on Your Mind"
- 2006: Sharon Phillips − "Want 2 / Need 2"
- 2006: Playgroup − "Front 2 Back"
- 2006: Spank Rock − "Bump"
- 2007: Basement Jaxx − "Hey U"
- 2007: The Black Ghosts − "Face"
- 2007: Klaxons − "Golden Skans"
- 2007: P. Diddy feat. Christina Aguilera − "Tell Me"
- 2007: Freeform Five − "No More Conversations"
- 2007: Just Jack − "Glory Days"
- 2007: DJ Mehdi − "I Am Somebody"
- 2007: Mika − "Love Today"
- 2007: Nine Inch Nails − "Capital G"
- 2007: Simian Mobile Disco − "I Believe"
- 2007: Speaker Junk − "Foxxy"
- 2007: Ben Westbeech − "Dance with Me"
- 2007: Robbie Williams − "Never Touch That Switch"
- 2007: Jacknife Lee − "Making Me Money"
- 2007: Radioclit − "Divine Gosa"
- 2007: Armand Van Helden − "Je T'Aime"
- 2007: Santogold − "You'll Find a Way"
- 2007: Santogold − "L.E.S. Artistes"
- 2008: Blaqstarr feat. Rye Rye − "Shake It To The Ground"
- 2008: Late of the Pier − "Space and The Woods"
- 2008: Laughing Boy and the Wrath of Khan − "PM Chalkman"
- 2008: Santogold − "Shove It"
- 2008: Underworld − "Boy, Boy, Boy"
- 2008: Mystery Jets − "Hideaway"
- 2009: Björk − "Náttúra"
- 2010: Sugababes − "Wear My Kiss"
- 2010: Christina Aguilera − "Bionic", "Monday Morning", "Bobblehead", "Elastic Love"
- 2011: TV on the Radio − "Will Do"
- 2011: Kesha − "Animal"